# Adzjameti naturskyddsområde
Adzjameti naturskyddsområde (georgiska: აჯამეთის აღკვეთილი, Adzjametis aghkvetili; engelska: Ajameti managed reserve) är ett habitat-/artskyddsområde i Georgien. Det ligger i den centrala delen av landet, 180 km väster om huvudstaden Tbilisi.